# Лиенц
Лѝенц (на немски: Lienz) е град в Южна Австрия, провинция Тирол, административен център на окръг Лиенц.

## География
Населението на града се състои от 11 967 жители към 1 април 2009 г.
Разположен е около мястото на вливането на река Изел в река Драва в едноименния окръг Лиенц, който е ексклав спрямо останалата част от провинция Тирол. Намира се на надморска височина 673 m. Отстои на около 120 km югоизточно от провинциалния център град Инсбрук.
Има железопътна гара.